# Dorygnathus
A Dorygnathus a hüllők (Reptili vagy Sauropsida) osztályának pteroszauruszok (Pterosauria) rendjébe, ezen belül a Rhamphorhynchoidea alrendjébe és a Rhamphorhynchidae családjába tartozó nem.

## Tudnivalók
A Dorygnathus egy pteroszaurusz faj volt, amely 180 millió évvel élt ezelőtt a kora jura korszakban, Európa területén. Az állat szárnyfesztávolsága 1,5 méter hosszú volt, és rokonságban állt a késő jura korszaki Rhamphorhynchusszal.

## Rendszerezés
A nembe az alábbi fajok tartoznak:
- Dorygnathus banthensis típusfaj
- Dorygnathus mistelgauensis